# Allos, Alpes-de-Haute-Provence
Allos är en kommun i departementet Alpes-de-Haute-Provence i regionen Provence-Alpes-Cote d'Azur i sydöstra Frankrike. Kommunen ligger  i kantonen Allos-Colmars som ligger i arrondissementet Castellane. År 2022 hade Allos 816 invånare.

## Befolkningsutveckling
Antalet invånare i kommunen Allos
Referens: INSEE